# Малаховский, Казимир
Казимир Малаховский (пол. Kazimierz Małachowski, 24 февраля 1765 — 5 января 1845) — польский генерал. Участник наполеоновских войн (1809—1814) и Польского восстания (1830-1831).

## Биография
Поступил на службу простым канониром в 1776 году. После третьего раздела Польши бежал в Италию. В 1797 году вступил в польские легионы, в битве при Треббии был взят в плен, потом снова вступил во французскую армию. В 1805 произведен в полковники. В 1812 перешел на службу в армию вассального Наполеону Герцогства Варшавского. После березинской переправы получил чин бригадного генерала и повел в Варшаву остатки польских войск.
В 1815 году был назначен губернатором Новогеоргиевска.

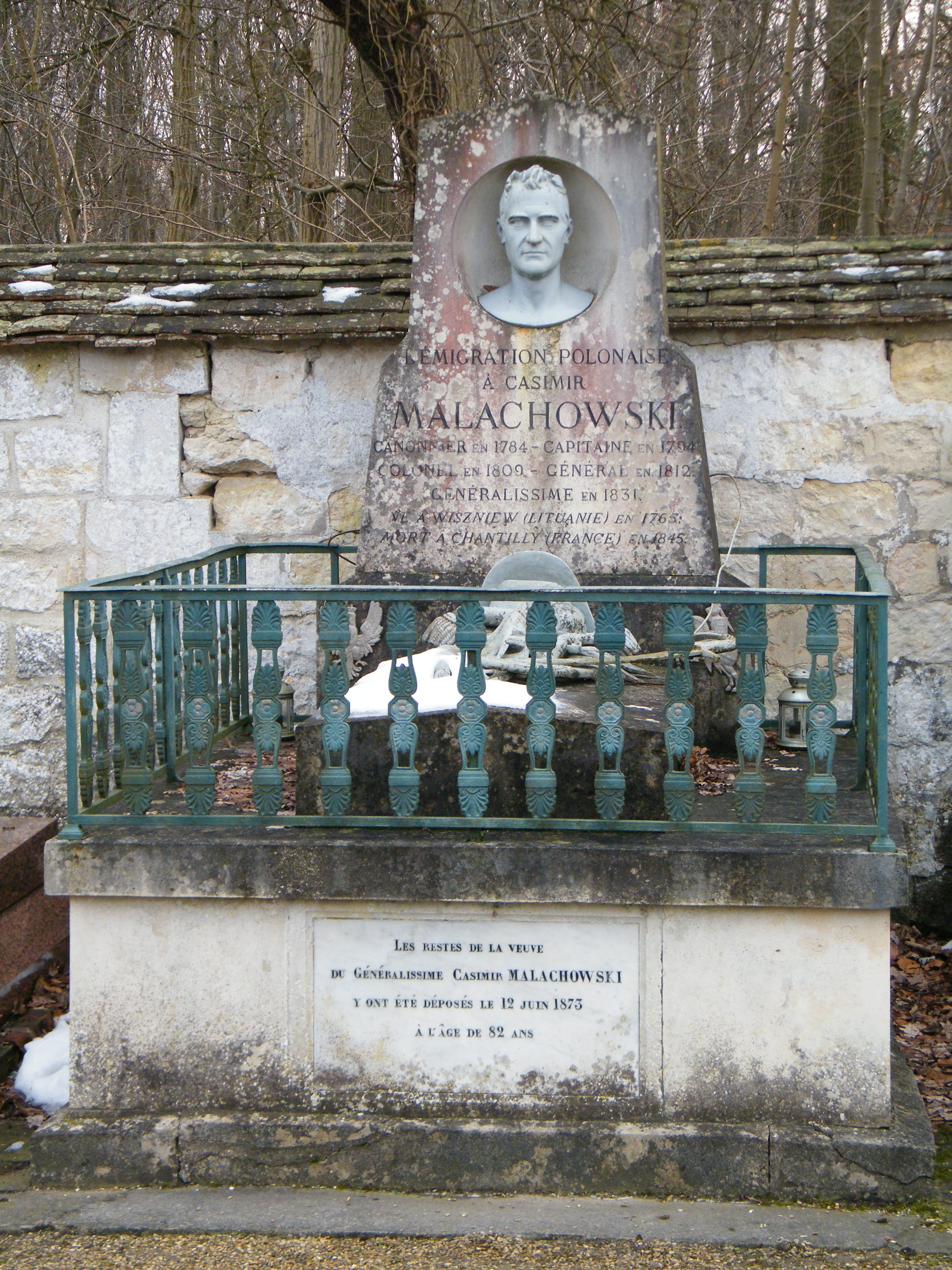
Bид на могилу генерала.

В восстании 1830 года он принял активное участие, после поражения при Остроленке заменил Дембинского.

Бывшее правление было уничтожено; сейм по образцу Североамериканских Штатов отдал исполнительную власть президенту и ответственным министрам, и президентом был провозглашен Круковецкий. Главнокомандующим был назначен для вида старик Малаховский, но всем распоряжался президент.— Соловьев С. М. Глава LIII // Учебная книга по Русской истории. — М.: К. Солдатенков и Н. Щепкин, 1860. — 558 с.
После капитуляции Варшавы сложил свои полномочия и выехал во Францию, где и умер.